# 伤魂鸟
伤魂鸟也叫做相弘鸟,传说是古代一各被误杀妇人冤魂所变的鬼怪。记载在晋王嘉《拾遗记》卷九，传说黄帝部落攻杀蚩尤时,他的貂、虎误咬私聊一无辜妇人,黄帝就把它厚葬。后来妇人的魂魄化为一鸟,飞翔到坟墓上面哀鸣,鸟的叫声是“伤魂”。 
样貌形状像雞,毛色似鳳。
《博物志》也有记载。

## 流行文化
游戏《阴阳师》中的御魂也有伤魂鸟。

## 参看
中国妖怪列表